# Villereau (Loiret)
Villereau è un comune francese di 413 abitanti situato nel dipartimento del Loiret nella regione del Centro-Valle della Loira.

## Società

### Evoluzione demografica
Abitanti censiti

## Monumenti e luoghi d'interesse

### Architetture civili
Il borgo beauciano di Villereau dovrebbe il suo nome al fatto di essere stato eretto sui resti d'una città romana situata a fianco della strada romana che passa da ovest a est, praticamente secondo il tracciato dell'attuale autostrada. Il castello, costruito nel XVIII secolo, era stato preceduto da una fortezza in legno costruita su una collinetta.
Rimane, via del borgo, l'ala destra del castello del XVIII secolo che fu distrutto a seguito d'uno scandalo famigliare (famiglia De Gars de Courcelle). Non rimane più gran cosa dell'antico comune e di un bellissimo parco alberato di 10 ettari: non ne rimangono più che i resti di un bacino perso in un campo. A qualche chilometro, ad Aschères-le-Marché, c'è una grangia, una della pietre della quale precisa Du château de Villereau je suis les restes (Del castello di Villereau io sono i resti). Paolina Bonaparte avrebbe soggiornato nel castello.

### Architetture religiose
La chiesa di Notre Dame è così denominata in omaggio all'Assunta, patrona di Villereau. Essa è stata oggetto d'un importante restauro nel 1627 facendo seguito a una distruzione parziale nel corso delle guerre di religione nel 1585. Il suo altare è denominato "altare di San Leonardo" in omaggio al secondo patrono di Villereau.
Notre Dame ha per breve tempo preso il nome di "Tempio degli sposi" il 9 brumaio (31 ottobre) 1799, quando la rivoluzione francese tentò di cancellare le tracce dell'antico regime.
La chiesa di Notre Dame è succeduta a quella di San Leonardo, che fu costruita nel XIII secolo.